# Чемпионат СССР по фехтованию
Чемпионат СССР по фехтованию — ежегодное соревнование по фехтованию, которое организовывалось Федерацией фехтования СССР. Среди мужчин проводились соревнования по фехтованию на рапирах, шпагах и саблях. Среди женщин обычно проводились только соревнования по фехтованию на рапирах. В 1940 году был также проведён женский чемпионат по фехтованию на саблях, а в 1990 и 1991 году — чемпионаты по фехтованию на шпагах.
Первый чемпионат СССР прошёл в 1928 году в рамках Всесоюзной спартакиады. Ежегодно начал проводиться с 1938 года. Последний чемпионат СССР прошёл в 1991 году. В июле 1992 года в Москве был проведён чемпионат СНГ, который был одним из этапов отбора в Объединённую команду, представлявшую страны СНГ на Олимпийских играх в Барселоне. С 1993 года проводятся чемпионаты России.

## Список победителей в личных первенствах
| Год  | Город         | Рапира М                         | Сабля М                                | Шпага М                                    | Рапира Ж                              | Сабля Ж                  | Шпага Ж               |
| ---- | ------------- | -------------------------------- | -------------------------------------- | ------------------------------------------ | ------------------------------------- | ------------------------ | --------------------- |
| 1928 | Москва        | Константин Фельдман (Ленинград)  | Юрий Мордовин (Ленинград)              | —                                          | Екатерина Лопатина (Москва)           | —                        | —                     |
| 1935 | Ленинград     | Тимофей Климов (Москва)          | Тимофей Климов (Москва)                | —                                          | Елена Гричманова (Ленинград)          | —                        | —                     |
| 1938 | Москва        | Константин Булочко (Ленинград)   | Константин Булочко (Ленинград)         | Владимир Вышпольский (Москва)              | Анна Федосова (Ленинград)             | —                        | —                     |
| 1939 | Киев          | Константин Булочко (Ленинград)   | Владимир Вышпольский (Москва)          | Юрий Мордовин (Ленинград)                  | Раиса Чернышёва (Москва)              | —                        | —                     |
| 1940 | Харьков       | Владимир Вышпольский (Москва)    | Владимир Вышпольский (Москва)          | Владимир Лабендзевский (Ленинград)         | Раиса Чернышёва (Москва)              | Раиса Чернышёва (Москва) | —                     |
| 1944 | Харьков       | Владимир Вышпольский (Москва)    | Владимир Вышпольский (Москва)          | —                                          | Раиса Чернышёва (Москва)              | —                        | —                     |
| 1945 | Львов         | Владимир Вышпольский (Москва)    | Владимир Вышпольский (Москва)          | Янис Гремзде (Рига)                        | Анна Пономарёва (Москва)              | —                        | —                     |
| 1946 | Киев          | Владимир Вышпольский (Москва)    | Иван Комаров (Москва)                  | Владимир Вышпольский (Москва)              | Вера Булочко (Минск)                  | —                        | —                     |
| 1947 | Горький       | Иван Комаров (Львов)             | Иван Манаенко (Москва)                 | Владимир Вышпольский (Москва)              | Анна Пономарёва (Москва)              | —                        | —                     |
| 1948 | Саратов       | Владимир Вышпольский (Ленинград) | Вадим Андриевский (Львов)              | Юрий Дегтярев (Ленинград)                  | Анна Пономарёва (Москва)              | —                        | —                     |
| 1949 | Тбилиси       | Владимир Вышпольский (Ленинград) | Алоизий Адаров (Тбилиси)               | Александр Пономарёв (Москва)               | Надежда Шитикова (Москва)             | —                        | —                     |
| 1950 | Каунас        | Иван Манаенко (Москва)           | Лев Сайчук (Москва)                    | Владимир Вышпольский (Москва)              | Анна Пономарёва (Москва)              | —                        | —                     |
| 1951 | Каунас        | Иван Манаенко (Москва)           | Лев Сайчук (Москва)                    | Леонид Блох Давид Душман (оба Москва)      | Вера Булочко (Ленинград)              | —                        | —                     |
| 1952 | Киев          | Юлен Уралов (Ленинград)          | Владимир Вышпольский (Ленинград)       | Лев Сайчук (Москва)                        | Анна Пономарёва (Москва)              | —                        | —                     |
| 1953 | Харьков       | Юлен Уралов (Ленинград)          | Владимир Вышпольский (Ленинград)       | Иозас Удрас (Вильнюс)                      | Надежда Шитикова (Москва)             | —                        | —                     |
| 1954 | Львов         | Марк Мидлер (Москва)             | Яков Рыльский (Москва)                 | Иозас Удрас (Вильнюс)                      | Апполинария Плеханова (Львов)         | —                        | —                     |
| 1955 | Львов         | Марк Мидлер (Москва)             | Яков Рыльский (Москва)                 | Иозас Удрас (Вильнюс)                      | Надежда Шитикова (Москва)             | —                        | —                     |
| 1956 | Москва        | Марк Мидлер (Москва)             | Яков Рыльский (Москва)                 | Лев Сайчук (Москва)                        | Валентина Растворова (Москва)         | —                        | —                     |
| 1957 | Ворошиловград | Марк Мидлер (Москва)             | Яков Рыльский (Москва)                 | Реваз Цирекидзе (Тбилиси)                  | Александра Забелина (Москва)          | —                        | —                     |
| 1958 | Москва        | Герман Свешников (Горький)       | Яков Рыльский (Москва)                 | Бруно Хабаров (Рига)                       | Александра Забелина (Москва)          | —                        | —                     |
| 1959 | Москва        | Виктор Жданович (Ленинград)      | Лев Кузнецов (Москва)                  | Арнольд Чернушевич (Минск)                 | Александра Забелина (Москва)          | —                        | —                     |
| 1960 | Саратов       | Юрий Рудов (Москва)              | Давид Тышлер (Москва)                  | Бруно Хабаров (Рига)                       | Галина Горохова (Москва)              | —                        | —                     |
| 1961 | Ленинград     | Александр Шевелев (Воронеж)      | Нугзар Асатиани (Тбилиси)              | Гурам Костава (Тбилиси)                    | Галина Горохова (Москва)              | —                        | —                     |
| 1962 | Киев          | Герман Свешников (Горький)       | Марк Ракита (Московская область)       | Арнольд Чернушевич (Минск)                 | Александра Забелина (Москва)          | —                        | —                     |
| 1963 | Москва        | Марк Мидлер (Москва)             | Умяр Мавлиханов (Московская область)   | Юрий Смоляков (Минск)                      | Галина Горохова (Москва)              | —                        | —                     |
| 1964 | Минск         | Юрий Шаров (Саратов)             | Борис Мельников (Ленинград)            | Григорий Крисс (Киев)                      | Валентина Растворова (Москва)         | —                        | —                     |
| 1965 | Каунас        | Марк Мидлер (Москва)             | Борис Мельников (Ленинград)            | Григорий Крисс (Киев)                      | Галина Горохова (Москва)              | —                        | —                     |
| 1966 | Москва        | Герман Свешников (Горький)       | Эдуард Винокуров (Ленинград)           | Юрий Смоляков (Минск)                      | Галина Горохова (Москва)              | —                        | —                     |
| 1967 | Москва        | Герман Свешников (Горький)       | Умяр Мавлиханов (Московская область)   | Григорий Крисс (Киев)                      | Валентина Растворова (Москва)         | —                        | —                     |
| 1968 | Таллин        | Василий Станкович (Львов)        | Умяр Мавлиханов (Московская область)   | Григорий Крисс (Киев)                      | Александра Забелина (Москва)          | —                        | —                     |
| 1969 | Кадиевка      | Герман Свешников (Горький)       | Марк Ракита (Московская область)       | Алексей Никанчиков (Минск)                 | Елена Новикова (Минск)                | —                        | —                     |
| 1970 | Запорожье     | Василий Станкович (Львов)        | Марк Ракита (Московская область)       | Григорий Крисс (Киев)                      | Галина Горохова (Москва)              | —                        | —                     |
| 1971 | Москва        | Василий Станкович (Львов)        | Владимир Назлымов (Московская область) | Алексей Никанчиков (Минск)                 | Елена Белова-Новикова (Минск)         | —                        | —                     |
| 1972 | Таллин        | Владимир Денисов (Горький)       | Владимир Назлымов (Московская область) | Сергей Парамонов (Киев)                    | Александра Забелина (Москва)          | —                        | —                     |
| 1973 | Одесса        | Анатолий Котешев (Новосибирск)   | Виктор Сидяк (Минск)                   | Игорь Валетов (Алма-Ата)                   | Валентина Сидорова-Бурочкина (Москва) | —                        | —                     |
| 1974 | Минск         | Александр Романьков (Минск)      | Владимир Назлымов (Московская область) | Борис Иоффе (Таллин)                       | Валентина Никонова (Казань)           | —                        | —                     |
| 1975 | Минск         | Владимир Денисов (Горький)       | Владимир Назлымов (Московская область) | Владимир Расолько (Минск)                  | Елена Белова (Минск)                  | —                        | —                     |
| 1976 | Минск         | Александр Романьков (Минск)      | Виктор Кровопусков (Москва)            | Борис Лукомский (Ленинград)                | Валентина Сидорова-Бурочкина (Москва) | —                        | —                     |
| 1977 | Таллин        | Владимир Смирнов (Киев)          | Владимир Назлымов (Московская область) | Александр Абушахметов (Московская область) | Валентина Сидорова (Москва)           | —                        | —                     |
| 1978 | Львов         | Владимир Смирнов (Киев)          | Виктор Сидяк (Минск)                   | Александр Иваненко (Фрунзе)                | Елена Белова (Минск)                  | —                        | —                     |
| 1979 | Москва        | Владимир Смирнов (Киев)          | Владимир Назлымов (Московская область) | Леонид Дунаев (Московская область)         | Наиля Гилязова (Казань)               | —                        | —                     |
| 1980 | Москва        | Сабир Рузиев (Ташкент)           | Виктор Кровопусков (Москва)            | Александр Можаев (Орджоникидзе)            | Елена Белова (Минск)                  | —                        | —                     |
| 1981 | Москва        | Александр Романьков (Минск)      | Виктор Кровопусков (Москва)            | Александр Абушахметов (Московская область) | Валентина Сидорова (Москва)           | —                        | —                     |
| 1982 | Киев          | Владимир Смирнов (Киев)          | Виктор Кровопусков (Москва)            | Леонид Дунаев (Московская область)         | Валентина Сидорова (Москва)           | —                        | —                     |
| 1983 | Москва        | Александр Романьков (Минск)      | Виктор Кровопусков (Москва)            | Олег Чурганов (Ленинград)                  | Наиля Гилязова (Казань)               | —                        | —                     |
| 1984 | Таллин        | Владимир Апциаури (Тбилиси)      | Виктор Кровопусков (Москва)            | Михаил Тишко (Харьков)                     | Ольга Величко (Орджоникидзе)          | —                        | —                     |
| 1985 | Москва        | Виталий Логвин (Ташкент)         | Сергей Миндиргасов (Львов)             | Андрей Шувалов (Москва)                    | Ольга Вощакина (Казань)               | —                        | —                     |
| 1986 | Ленинград     | Александр Романьков (Минск)      | Михаил Бурцев (Москва)                 | Сергей Костарев (Москва)                   | Валентина Сидорова (Москва)           | —                        | —                     |
| 1987 | Москва        | Александр Романьков (Минск)      | Сергей Коряжкин (Московская область)   | Армен Навасардян (Ереван)                  | Елена Портянкина (Горький)            | —                        | —                     |
| 1988 | Ленинград     | Александр Романьков (Минск)      | Сергей Миндиргасов (Львов)             | Андрей Шувалов (Москва)                    | Татьяна Садовская (Куйбышев)          | —                        | —                     |
| 1989 | Минск/Таллин  | Борис Корецкий (Баку)            | Михаил Карелов (Ленинград)             | Павел Колобков (Москва)                    | Елена Гришина (Москва)                | —                        | —                     |
| 1990 | Киев          | Вячеслав Григорьев (Алма-Ата)    | Самир Ибрагимов (Баку)                 | Олег Скоробогатов (Москва)                 | Ольга Сидорова (Куйбышев)             | —                        | Мария Мазина (Москва) |
| 1991 | Ленинград     | Сергей Голубицкий (Киев)         | Самир Ибрагимов (Баку)                 | Игорь Тихомиров (Москва)                   | Татьяна Садовская (Самара)            | —                        | Юлия Гараева (Москва) |